# Kítej
Kítej (rus: Ки́теж) és una ciutat mítica presumptament situada a la riba del llac Svetloiar, al districte de Voskresenski, a l'óblast de Nijni Nóvgorod a la Rússia central. El nom apareix per primera vegada a la Crònica de Kítej de P.S.Meledin. La llegenda s'hauria originat entre els Vells creients.

## La llegenda

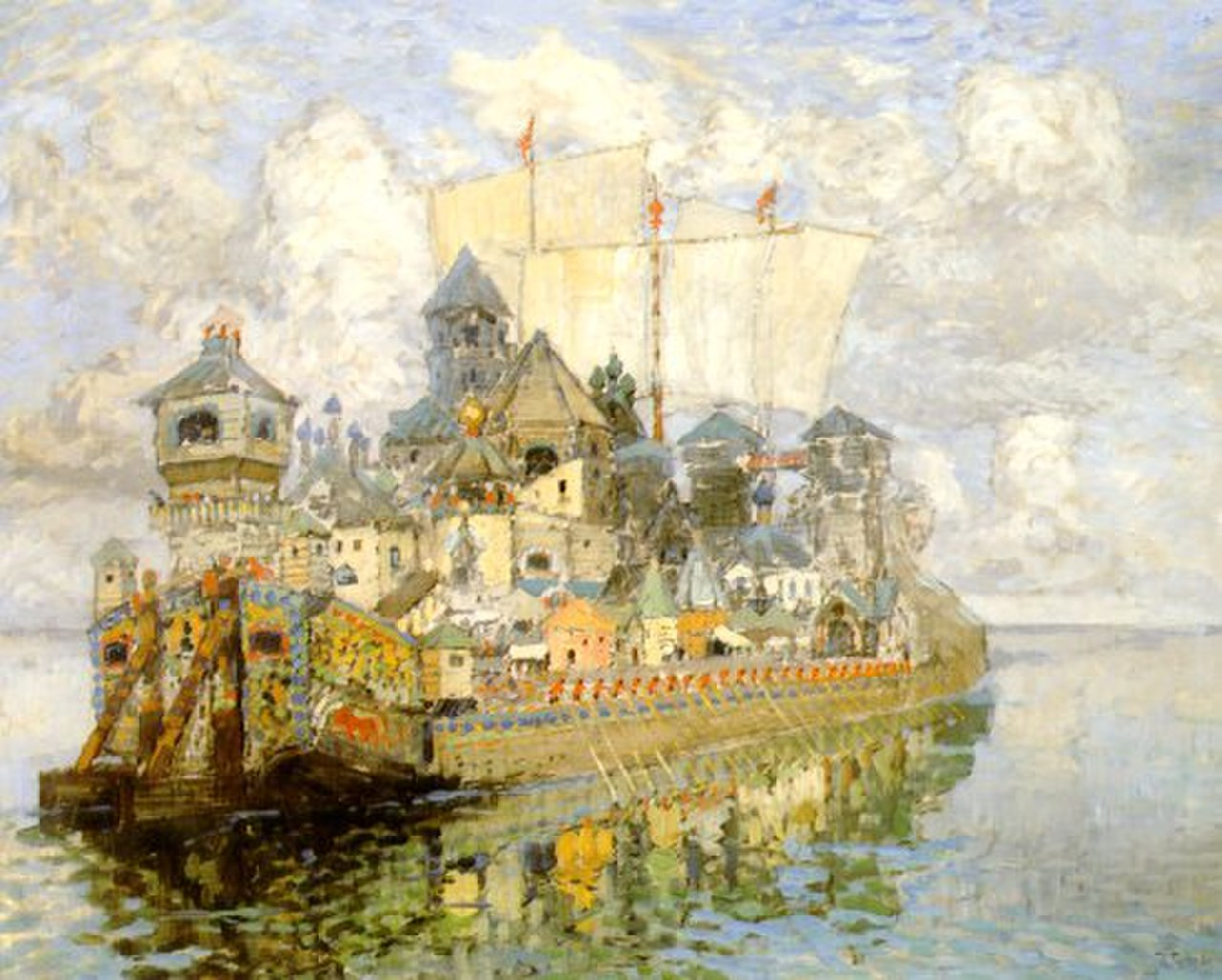
La Ciutat Invisible de Kítej (1913) per Konstantín Gorbàtov

Segons la llegenda, Iuri II, Gran Príncep de Vladímir-Súzdal a principis del segle xiii, va construir la ciutat de Mali Kitej (Petita Kítej) a la riba del riu Volga. Sovint s'identifica erròniament amb Gorodets, fundada uns 30 anys abans del naixement de Georgui l'any 1189. Més endavant el príncep creuà els rius Uzola, Sanda i Kerjenets i trobà un bell paratge a la riba del llac Svetloiar, on decidí construir la ciutat de Bólxoi Kítej (Gran Kítej).
Durant la seva incursió en terres russes, Batu Khan s'assabentà de l'existència de Kítej i ordenà al seu exèrcit que es dirigís cap a la ciutat. Els mongols capturaren ràpidament la Petita Kítej, forçant la retirada de Georgui als boscos, en direcció a la Gran Kítej. Un dels presoners revelà el camí secret cap al llac Svetloiar. L'armada mongola aviat arriba a la ciutat, que per a la seva sorpresa no disposava de cap fortificació. Els ciutadans ni tan sols intentaren defensar-se, simplement pregaren a Déu per a la seva redempció. En veure-ho, els Mongols iniciaren l'atac, però de sobte l'aigua començà a brollar de la terra al seu voltant. Els atacans recularen i veieren com la ciutat sencera es submergia dins del llac.
La llegenda va donar peu a molts rumors increïbles, que ha perdurat fins avui. Es diu que només aquells amb una ànima pura són capaços de trobar el camí cap a Kítej. Hi ha qui diu que quan l'aigua està calmada es poden sentir els sons de les campanes i dels cants dels habitants de la ciutat. També es diu que els més purs poden veure els edificis al fons del llac.

## Hipòtesi sobre l'origen de la llegenda
La descoberta recent d'unes restes d'habitatges de fusta al fons del llac Svetloiar obre la porta a l'existència d'una base històrica de la llegenda. És possible que els habitants de l'antiga ciutat l'abandonessin després que les tropes del kan Yedigei devastessin l'óblast de Nijni Nóvgorod l'any 1408. Construïda en una zona propensa als esllavissaments, el poblat abandonat deuria submergir-se, amb el temps, dins del llac, on nous colons van trobar-lo, donant lloc a la llegenda.